# Emil Kraepelin
Emil Kraepelin (Neustrelitz, 15 febbraio 1856 – Monaco di Baviera, 7 ottobre 1926) è stato uno psichiatra e psicologo tedesco.
Kraepelin, con la collaborazione di numerosi altri psichiatri del tempo, elaborò concetti tra i quali parafrenia, demenza precoce, ebefrenia e catatonia. Fu pioniere del concetto di malattia nella psichiatria basata su tre elementi quali: psicopatologia descrittiva, eziologia organica e storia naturale. Attraverso i suoi scritti mostrò una reale comprensione per le variabili psicologiche legate all'ambiente ed elencò, tra i primi, situazioni cliniche in cui fattori sociali svolgevano un ruolo predominante.
Il nome di Kraepelin è per lo più associato a due malattie: la demenza precoce e la mania depressiva. Attraverso i suoi studi e attraverso la pubblicazione delle sue opere determinerà una spaccatura generazionale all'interno della psichiatria italiana. Con le rinnovate edizioni dei suoi trattati lo psichiatra tedesco consoliderà l'impianto della psichiatria ad indirizzo clinico, venendo così a creare un divario tra coloro che consideravano la psichiatria come una disciplina risucchiata dai problemi della gestione manicomiale, e le cosiddette "giovani leve", attratte dalla novità d'impostazione di tale disciplina messa in luce dallo stesso Kraepelin.

## Biografia

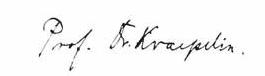
La firma di Kraepelin

### I primi anni
Kraepelin nacque a Neustrelitz, Germania il 15 febbraio 1856.
Figlio di un funzionario pubblico fu introdotto allo studio della biologia dal fratello Karl, dieci anni più grande di lui. Condusse gli studi di medicina a Wuerzburg, Lipsia e Monaco. Mostrò quasi immediatamente la sua passione per la criminologia ma in particolare per la psicologia sperimentale al punto tale da dedicarsi appieno allo studio della psichiatria e dei fattori ad essa connessi. Kraepelin fu docente universitario a Dorpat (oggi Tartu in Estonia), Heidelberg e Monaco di Baviera.

### Inizi della carriera medica
Dopo aver conseguito la laurea a Lipsia, Kraepelin venne a contatto con professionisti come Wilhelm Wundt e Bernhard von Gudden. Lo stesso Wundt appoggiò la sua candidatura per un posto di libero docente a Lipsia. Sotto la supervisione di Wundt, Kraepelin compose un premiato saggio, The Influence of Acute Illness in the Causation of Mental Disorders. Successivamente fu dapprima nominato professore e direttore presso la clinica universitaria psichiatrica di Heidelberg e poi, trasferitosi a Monaco, divenne una delle figure più influenti della psichiatria.
Condusse studi riguardanti quelli che sono considerati veri e propri "disturbi mentali", e dopo aver reso nota la sua teoria riguardante la “Demenza Precoce”, divenne una delle figure più influenti della psichiatria in Germania. Nel 1917 fondò la Deutsche Forschungsanstalt fur Psychiatrie, il primo istituto di ricerca psichiatrica. Sarà proprio in questo contesto che egli esporrà la sua teoria e concezione di una vera e propria "psichiatria ad indirizzo clinico". Condusse inoltre numerosi studi atti a delineare regole e norme utili per diagnosticare deficit mentali. La maggior parte dei suoi studi e dei suoi allievi furono pubblicati sul giornale Psychologische Arbeiten, da lui fondato nel 1895.

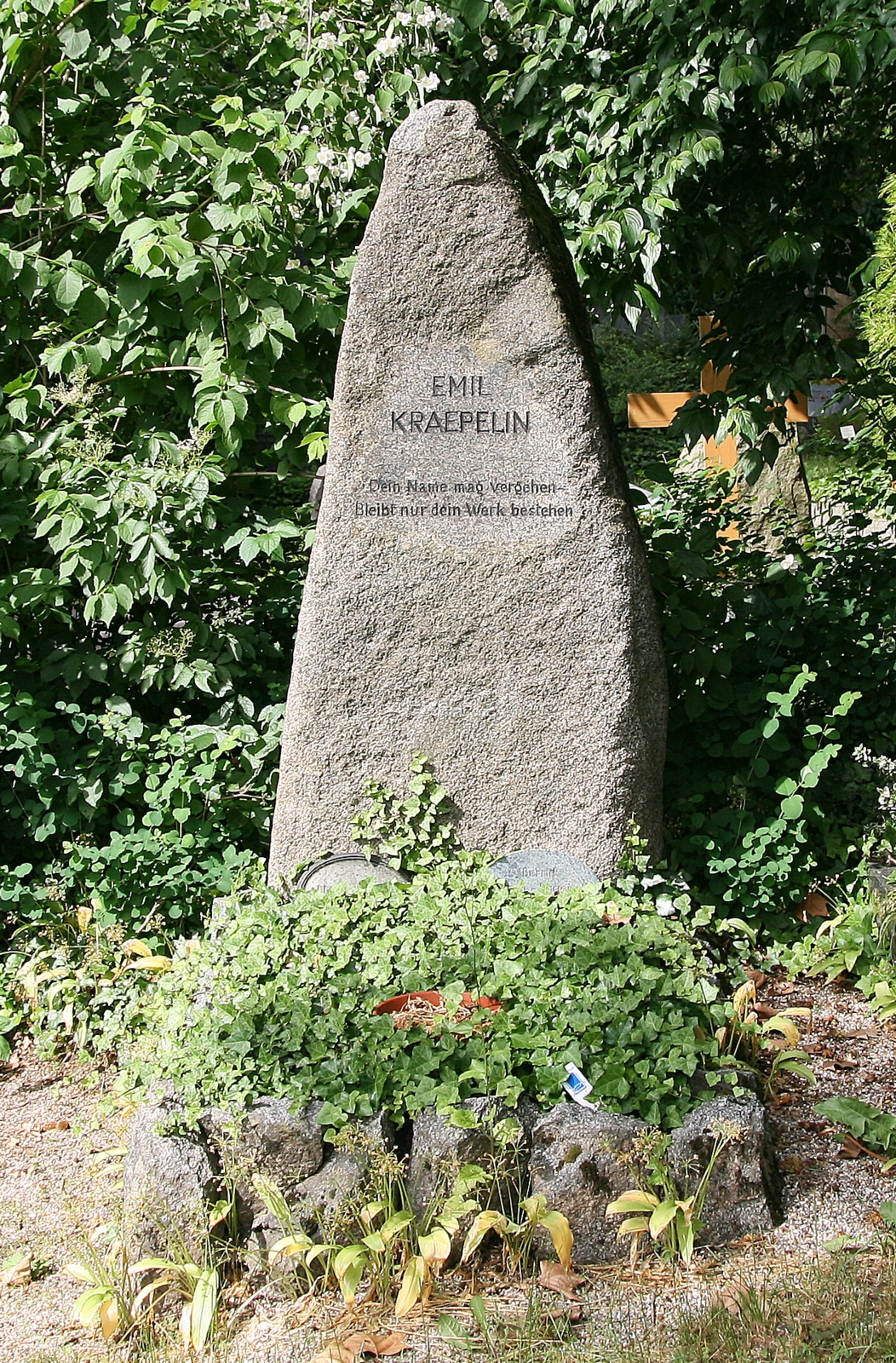
Cippo in pietra sulla tomba di Kraepelin nel cimitero di Heidelberg

Morì a Monaco di Baviera il 7 ottobre 1926.

## Psichiatria
Condusse studi sull'ebefrenia, sulla catatonia e sulla demenza paranoide, considerando tali quadri clinici, come differenti declinazioni dell'unica forma mentale da lui riconosciuta, la "demenza precoce", poi ridefinita schizofrenia.
Egli constatò che questa forma di disturbo mentale si verificava in soggetti molto più giovani rispetto all'età media dei pazienti affetti di solito dalle demenze.
Kraepelin, per i suoi lavori, venne considerato il padre delle moderne classificazioni delle patologie psichiche. Insieme a Eugen Bleuler dedicò la sua attività scientifica alla ricerca delle basi neurofisiopatologiche che riteneva a fondamento delle psicosi.

## Kraepelin ed il suoCompendio
Nel 1883 Kraepelin pubblicò il suo primo grande lavoro clinico: il Compendio, prima edizione di un'opera considerata un lavoro classico del XX secolo. Successivamente venne pubblicato nel 1885 in Italia il Compendio di psichiatria ad uso dei medici e degli studenti. Sembra quasi un record se si pensa che erano trascorsi appena due anni dall'edizione originale in lingua tedesca. L'ottava edizione pubblicata tra il 1910 e il 1915 occupò ben 3098 pagine divise in quattro volumi e conteneva un'esposizione completa e dettagliata della storia e del sapere psichiatrico fino alla prima guerra mondiale.
L'impianto della sua psichiatria ad indirizzo clinico andava consolidandosi nel corso del tempo. Il Compendio di Kraepelin venne quasi immediatamente presentato a tutti i medici e agli studenti come un vademecum per orientarsi nell'intricato campo delle malattie mentali. All'interno della sua opera egli cercava di indirizzare gli psichiatri italiani e non solo ad una maggiore considerazione dell'approccio clinico difendendo nel contempo l'indirizzo anatomo-patologico. Kraepelin, come ci verrà confermato da Jacopo Finzi focalizzava la sua attenzione sull'osservazione clinica del malato, momento considerato dallo stesso come il più alto e dimostrativo del significato della psichiatria clinica, poiché accanto al malato, l'osservazione dei fenomeni veniva messa a confronto con quanto si apprendeva sui libri.
Kraepelin riteneva le malattie classificabili in: endogene, legate a fattori organici ed esogene, legate a fattori ambientali. Fu tra i primi a notare l'insufficienza dell'ipotesi per cui lo stupore dipende esclusivamente da fattori endogeni ed elencò casi in cui fattori sociali svolgevano un ruolo preminente. Mostrò attraverso i suoi scritti ed in particolare all'interno del suo Compendio una reale comprensione per le variabili psicologiche legate all'ambiente.

## La Demenza precoce e la mania depressiva

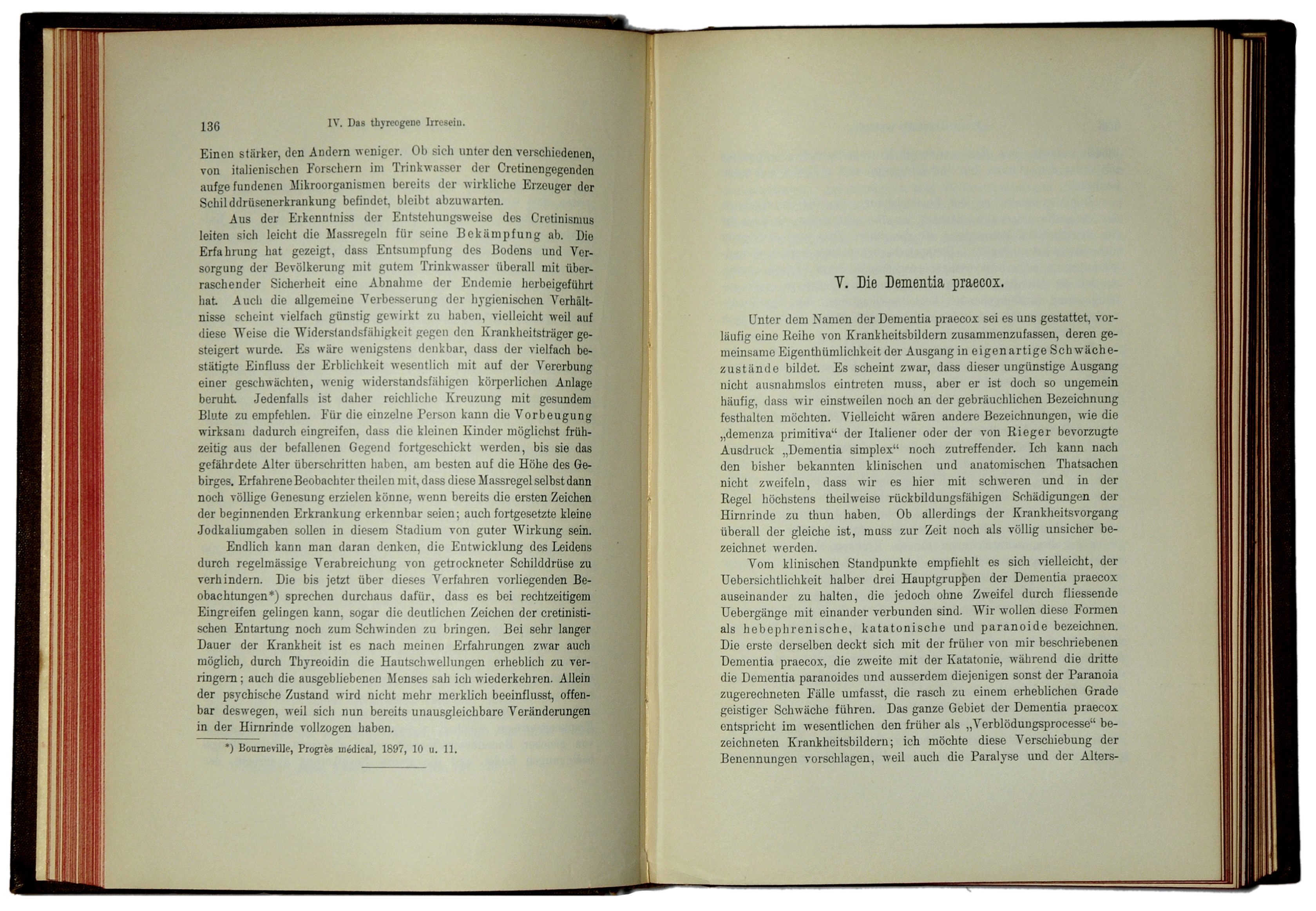
Testo originale del 1899 di E.Kraepelin: Introduzione di Dementia praecox (successivamente "schizofrenia") in psichiatria

Il nome di Kraepelin è strettamente connesso a due malattie: la Dementia Praecox e la "Mania Depressiva"
La Demenza precoce, era a suo avviso dovuta a sintomi quali la demenza semplice, ebefrenia, catatonia e paranoia. Il concetto di mania depressiva è invece dovuto a quello di alienazione periodica e ciclica e da tre sottosintomi quali mania semplice, malinconia e amenza. Per Kraepelin era importante formulare una diagnosi, quindi una successiva prognosi. Nacque così una prima distinzione tra i due fenomeni in base al loro sviluppo e alla loro eziologia, ma essendo a quel tempo il criterio eziologico alquanto speculativo, tutto ciò si basò essenzialmente sulle differenze nello sviluppo della malattia.
Fu però questo un criterio caduco e poco duraturo, in quanto si mise in evidenza che, se da un lato le condizioni di una parte degli schizofrenici andavano migliorando, quelle di alcuni maniaci depressivi subivano invece un continuo peggioramento. Attualmente le sue teorie fondamentali sulla eziologia e la diagnosi dei disturbi psichiatrici costituiscono la base di tutti i principali sistemi diagnostici attualmente in uso, in particolare l' American Psychiatric Association's DSM-IV e il World Health Organization's ICD-10.

## Psicologia
Kraepelin, uno dei primi discepoli di Wundt a Lipsia, fu il fondatore della rivista scientifica Psychologische Arbeiten, ad Heidelberg. Qui Kraepelin pubblicò esempi di disturbi del linguaggio nel sogno, il cosiddetto "linguaggio onirico" (Traumsprache).

### Esempio di linguaggio onirico
Un tipico esempio di linguaggio onirico risale all'anno 1906 (vedere pagina 105 della monografia Über Sprachstörungen im Traume)
>Avellino<, Figur aus einem Relief des 14. Jahrhunderts.
italienisch klingende Neubildung für eine Individualvorstellung;
dunkles Vorschweben des >Pasquino< in Rom

## L'influenza di Kraepelin in Italia
Kraepelin in seguito alla pubblicazione del suo Compendio, sarà responsabile di una vera e propria spaccatura generazionale all'interno della psichiatria italiana. Dopo aver descritto la concezione di una psichiatria intesa in senso clinico, si verranno a creare due correnti di pensiero in psichiatria; da una parte si sviluppa la presa di posizione da parte di anziani e autorevoli cattedratici, che, scettici e diffidenti, cercavano invano di contenere l'euforia dei "Kraepeliniani", entusiasti e attratti ad un tempo, da tale novità di impostazione. Stando a quanto affermato da Kraepelin sono state redatte ben tre versioni italiane. Quella prescelta è l'edizione curata da Clodomiro Bonfigli, attivo nel manicomio di Ferrara dal quale partirà più tardi la battaglia dei giovani Kraepeliniani; infatti le idee di Kraepelin saranno difese per lo più da psichiatri operanti attorno all'ospedale psichiatrico di Ferrara, diretto proprio da Clodomiro Bonfigli.
L'avvio a tale battaglia sarà dato da Jacopo Finzi, che, sebbene avesse appreso qualcosa da tutti gli psichiatri con cui era venuto a contatto, fu però folgorato da Kraepelin. Di questi, Jacopo Finzi ne elogiava le lezioni altamente interessanti, la maggior parte delle quali svolte accanto al malato. Sempre Jacopo Finzi nel 1898 aveva dato alle stampe un Breve Compendio di psichiatria che, ispirato alle lezioni di Kraepelin rimproverava agli psichiatri italiani di trascurare la clinica a favore di una pura ricerca anatomo-patologica e fisiopatologica. Jacopo Finzi e Giulio Obici, difensori del metodo kraepeliniano, saranno poi messi in netta minoranza durante il congresso di Ancona del 1901 sul metodo di classificazione delle malattie mentali.
Così Jacopo Finzi incalzando sul Giornale di psichiatria clinica, affermerà che gli psichiatri italiani stavano esprimendo inconsciamente una "terribile paura del nuovo". Al congresso di Ancona, un altro illustre esponente della psichiatria italiana, Sante De Sanctis prenderà le distanze dall'impostazione kraepeliniana, affermando che la psichiatria italiana avrebbe dovuto incamminarsi nel solco tracciato dalla "psichiatria sociale".

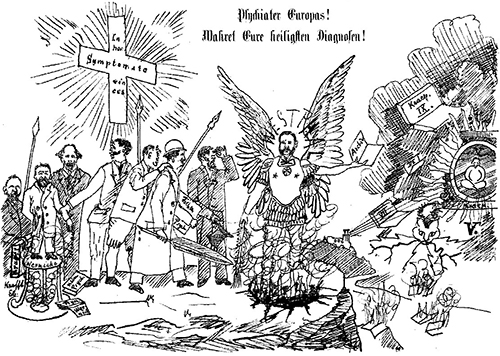
Manifesto di Emil Kraepelin ad Heidelberg (1896): «Psychiater Europas! Wahret Eure heiligsten Diagnosen!» (Psichiatri d'Europa! Tutelate le vostre diagnosi più sacre!)

## Personalità
Secondo alcuni, Kraepelin rappresenta il prototipo di psichiatra organico e del freddo classificatore. Altri invece sostengono che i suoi interessi andassero oltre la psichiatria, diretti invece verso la poesia, la psicologia, la psichiatria transculturale e la storia della psichiatria.